# Hotel Imperial (Karlovy Vary)
Hotel Imperial, který pochází z počátku 20. století, patří k nejvýznamnějším a nejluxusnějším hotelům v Karlových Varech.

## Historie
Nápad postavit tento velkohotel dostal karlovarský bankéř a podnikatel Alfred Schwalbe. Na počátku 20. století zakoupil stavební pozemky Na čihadle položené nad městem, které v té době už nemělo dostatek ubytovacích kapacit pro své hosty. Najal zkušeného francouzského inženýra Ernsta Hebrarda, který se podílel mimo jiné na výstavbě Hanoje nebo řecké Soluně. Podle jeho návrhů a pod jeho vedením vyrostla v letech 1910 – 1912 na výšině Helenin dvůr nová dominanta města. Hotel byl slavnostně uveden do provozu 18. června 1912.
Imperial rychle získal světovou slávu. V době jeho vzniku Karlovy Vary hostily na 70 tisíc hostů ročně, což je vůbec největší návštěvnost v celé historii lázeňského města. V tomto období hosté ze zámoří a z Anglie s sebou do lázní přivezli také nový druh zábavy a změnu životního stylu. Ve Varech vznikly tenisové kurty, golfová hřiště a dostihová dráha.
Objekt s moderním zázemím nabízel ubytování pro 365 hostů a jejich služebnictvo. V několika hotelových jídelnách byly podávány nejvybranější kulinářské lahůdky podle francouzské a vídeňské kuchyně, které doplňovala nabídka výrobků z vlastní cukrárny a dietní pokrmy. Příjemnou atmosféru navozovaly několikrát denně koncerty, pravidelně se zde konaly bály, včetně oficiálních tanečních slavností pořádaných městem. Součástí areálu byla také zahrada o rozloze 50 000 metrů čtverečných s parkovou úpravou s okrasnými rostlinami i vzácnými dřevinami. Poblíž hotelové budovy nechyběly čtyři tenisové kurty, střežené dětské hřiště a garáže pro 50 automobilů. Hotel vlastnil šest limuzín, autobus a dva nákladní vozy určené pro dopravu hostů a jejich zavazadel. Honosné prostředí rychle přilákalo hosty z řad panovnických rodů, vysokou šlechtu, ministry, diplomaty, bankéře, průmyslníky, obchodníky a nejvýznamnější umělce.
Památky Karlovarska: Karlovy Vary - hotel Imperial
Další příliv lázeňských hostů narušila jak 1. světová válka, tak atraktivita mořských lázní, hlavně Riviéry, a po válce také moderních alpských středisek. Následovala vleklá hospodářská krize, po ní druhá světová válka a s ní kolaps karlovarského lázeňství. Od roku 1940 byly v uzavřeném hotelovém objektu ubytovány děti v rámci programu Kinderlandverschickung a později byl přeměněn na Rezervní lazaret německé armády č. 5 Karlovy Vary (Reserve-Lazarett 5 Karlsbad).
V roce 1945 byl objekt na základě Benešových dekretů konfiskován a československou vládou spolu s několika dalšími lázeňskými objekty v Karlových Varech věnován Sovětskému svazu jako projev díků za osvobození Československa. Vedení objektu převzala sovětská vojenská správa a od roku 1947 pak ministerstvo zdravotnictví SSSR. V roce 1957 převedl Sovětský svaz objekt sanatoria Imperial zpět do vlastnictví československého státu.
Od roku 1961 se v hotelu začali objevovat i hosté z dalších socialistických zemí a od roku 1963 první hosté ze Západu. 
Sanatorium Imperial nabízelo komplexní zdravotnickou péči, kromě lázeňských lékařů zde tehdy proto ordinoval rovněž zubař, oční lékař, ORL specialista, dermatolog a gynekolog. Bylo zde rentgenové pracoviště, laboratoř, EKG i chirurgická ambulance. V souladu s tehdejší lékařskou doktrínou zdejší lékaři úspěšně vyléčili i několik akutních srdečních infarktů.
Památky Karlovarska: Karlovy Vary - hotel Imperial
Na přelomu šedesátých a sedmdesátých let 20. století prošel objekt hotelu Imperial další rekonstrukcí. V roce 1984 byla otevřena přístavba vlastního balneoprovozu. K plánovaným rekonstrukcím fasád, balkonů, elektroinstalace a koupelen v ubytovací části hotelu došlo v roce 1985. Rokem 1990 skončil po desetiletí trvající státní monopol a nastoupily akciové společnosti a soukromí majitelé. Novou kapitolu v historii hotelu Imperial otevřela v roce 1992 akciová společnost Imperial Karlovy Vary, která generální rekonstrukcí ukončenou v roce 2003 navrátila hotelu jeho původní lesk.

## Slavní hosté
Ke slavným hostům hotelu Imperial se řadí například příslušníci rozvětvené bankéřské rodiny Rothschildů nebo polského šlechtického rodu Potockých. Dále tu pobývali ruský velkokníže Pavel, hudební skladatel Richard Strauss, hollywoodské hvězdy Douglas Fairbanks a jeho žena Mary Pickfordová, knížata, mahárádžové, vlivní průmyslníci své doby a v neposlední řadě také politici a prezidenti, například Tomáš Garrigue Masaryk či Václav Klaus.

## Hotel ve filmu
- 2009: Veni, vidi, vici[5]
- 2017: Přání k mání[6]

## Lanové dráhy
K hotelu byly na začátku 20. století postaveny dvě pozemní lanové dráhy. Lanová dráha Imperial z roku 1907 je v provozu dodnes jako součást městské hromadné dopravy, lanová dráha Slovenská – Imperial byla v provozu v letech 1912–1959.